# Государственный архив Воронежской области
Государственный архив Воронежской области — архивное учреждение в Воронежской области. Основное здание расположено в Воронеже по адресу: ул. Плехановская, 7.

## История
История Государственного архива Воронежской области началась 6 апреля 1919 года, когда был образован Воронежский губернский архивный фонд. В 1923 году документы стали храниться в архивном бюро при губисполкоме. Архивохранилища располагались в губернском музее и в Митрофановом монастыре, а также в некоторых церквях.
В 1941 году Исторический архив и архив Октябрьской революции были объединены в Государственный архив Воронежской области. Во время Великой Отечественной войны часть архивного фонда была эвакуирована в Уфу, сотрудники находились в эвакуации в Борисоглебске. Оставшимся фондам был нанесён большой ущерб.
1 января 2008 года было создано областное государственное учреждение «Государственный архив Воронежской области». Постановлением правительства Воронежской области № 344 от 28 апреля 2011 г. областное государственное учреждение «Государственный архив Воронежской области» было преобразовано в казенное учреждение Воронежской области «Государственный архив Воронежской области»

## Здание
Современное здание архива было построено в 1967 году.